# Sebastian Prantl

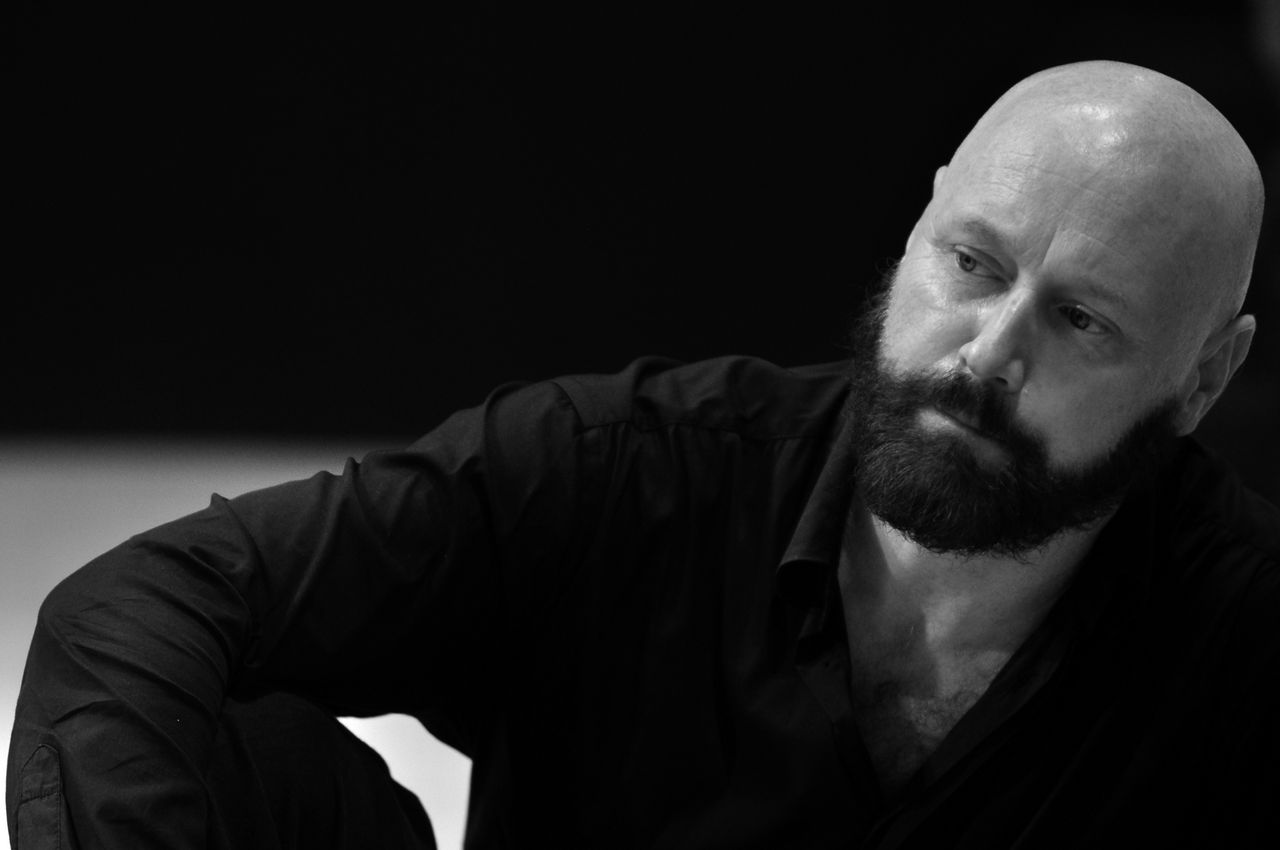
Sebastian Prantl teaching (2002)

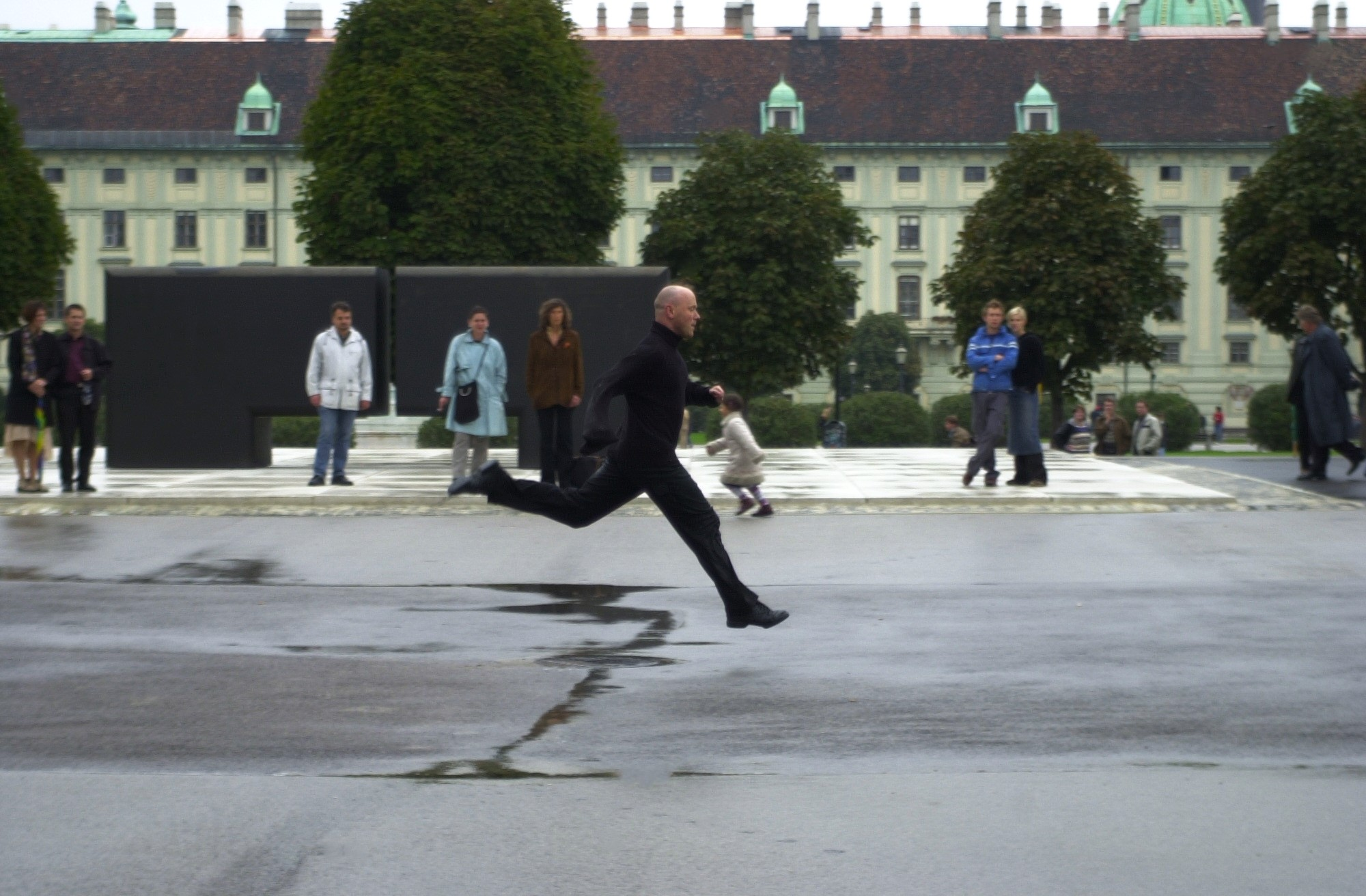
Performance John Cage / Heldenplatz (2000)

Sebastian Prantl (* 1960 in Wien) ist ein österreichischer Tänzer und Choreograph.

## Biografie

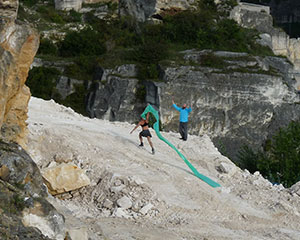
International ChoreoLab Austria 2015 / St. Margarethen

Sebastian Prantl ist Sohn des Künstlerpaares Karl Prantl und Uta Peyrer sowie Bruder der Malerin Katharina Prantl. Sebastian Prantl ist mit der Konzertpianistin Cecilia Li verheiratet.
Nach Abschluss der Rudolf Steiner-Schule in Wien und New York, wohin er mit seiner Familie 1977 gezogen war, absolvierte er von 1978 bis 1984 die Ausbildung in Tanz, Schauspiel und Gesang und durchlief das Spektrum des amerikanischen Tanzes der frühen 1980er Jahre in New York.
Er begann seine Ausbildung am Dance Theatre of Harlem (Arthur Mitchell), in Harlem, wo er als „weißer Außenseiter“  Jazz, Afro, Ballett und Gesang studierte. Es folgte die Martha Graham School sowie die Aufnahme an die Juilliard School of the Performing Arts. Die Pioniere des klassischen und modernen Tanzes, wie unter anderen Martha Hill, Hanja Holm, Lucas Hoving und Doris Rudko waren seine Lehrer.
Nach zwei Jahren Juilliard setzte er sein Studium am Nikolais/Louis Dance Theatre Lab, der Erick Hawkins School of Dance und am HB Studio fort. In weiterer Folge prägten ihn Kontakte zu Künstlern wie Simone Forti, Elaine Summers, Trisha Brown, die ersten Contact Improvisation Jams und die Butoh-Bewegung, die durch Min Tanaka und Eiko & Koma in New York Einzug hielt.
Er vertiefte sein theoretisches Studium im Rahmen des Whitney Independent Study Program (Stipendium) unter Ron Clarke und Yvonne Rainer.
Die erste Audition für das Tanztheater Wuppertal von Pina Bausch in Amerika, bei der er sich bis in die Endrunde durchsetzte, brachte die geographische Rückorientierung nach Europa. Er pendelte von 1984 bis 1986 zwischen New York und Wien und realisierte gemeinsam mit der kanadischen Filmemacherin Kristin Lovejoy (Whitney Program) und der Schauspielerin Deborah Carmichael multimediale Tanzperformances („Pierre Riviere“, „Niemandsland“ im MAK, Wien). Mit seiner ersten Tanzgruppe „Motion Pictures“ fand er im damals gerade entstehenden Wiener Werkstätten- und Kulturhaus (WUK) Quartier, dessen Theater-/Tanzbereich er maßgeblich aufbaute. Es folgten die frühen Ensemblestücke „Earthrise“, „Gaia“, „Mouvement“ und „Fasce“ (Friedrich Cerha/Klangforum Wien) und Gastspiele in Europa.

## Tanz Atelier Wien
1988 gründete Sebastian Prantl gemeinsam mit seiner Frau, der Pianistin Cecilia Li, das Tanz Atelier Wien. Aufführungen wurden international gezeigt: Secession, Odeon, MAK, Semper Depot, Hofburg und WUK sind die Spielorte in Wien; Krakauer-, Kalkutta-, Brasilia Oper, Mingzugong Theatre Beijing, im Ausland; Festivals wie Impulstanz, styriarte, Wien Modern, New Music Festival Winnipeg folgten.
Seit 1988 wurden so über fünfzig Projekte realisiert, die zeitgenössischen Tanz/Choreographie zu spezifischen Themen erforschten, z. B. Friedrich Kieslers „Raumbühne“; William Shakespeares „Hamlet“; Piet Mondrians letztes Bild: „Boogie Woogie“; Sigmund Freuds „Traumdeutung“; zu Begriffen wie Eikon, Katharsis, Ikonostasis, Memento, Kairos. Die Musikkonzepte umfassen Kompositionen von Domenico Scarlatti, Wolfgang Amadeus Mozart, John Cage, Johann Sebastian Bach, Friedrich Cerha und David Lang. Ein wesentlicher Bestandteil in Prantls Arbeit ist die Auseinandersetzung mit dem Bühnenraum.
Neben Theaterjurypreisen des Bundes und des Burgenlandes erhielt er 1996 einen europäischen Kulturförderpreis und 1997 den ersten österreichischen Tanzproduktionspreis im Festspielhaus St. Pölten.
Die seit 20 Jahren bestehende Zusammenarbeit mit der Pianistin Cecilia Li erforscht stets neue Herangehensweisen an Musikmaterial. Auch sind seine Soloarbeiten immer wieder Teil eines orchestralen Rahmens: z. B. Estnisches Kammerorchester, Musiktage Lockenhaus/Gidon Kremer, Colourscape/Lawrence Casserley, Winnipeg Symphony Orchestra/Pat Carrabre, Hamburger Symphoniker/Andrey Boreyko, Lutoslawski Philharmonic/Ernst Kovacic. Sebastian Prantls solistisches Profil ist kommunikativ, philosophisch und humorvoll. Derzeitige Schwerpunkte des Tanz Atelier Wien sind die "Trans Art Works" und "International ChoreoLab Austria" (ICLA).

## Auszeichnungen
- 1997: erster österreichischer Tanzproduktionspreis im Festspielhaus St. Pölten.
- 1996: europäischer Kulturförderpreis